# Tropical house
Tropical house, ofta förkortat till trop house, är en undergenre till deep house. Genren har ett långsamt tempo jämfört med annan house. Några kända artister är Kygo, Thomas Jack, Sam Feldt, Matoma, Klingande och Robin Schulz.

## Bakgrund
Termen "tropical house" var ett slags skämt av Thomas Jack, som användes för att beskriva hans musik. Därefter ökade namnet i popularitet bland lyssnare.